# NGC 490
NGC 490 este o galaxie lenticulară, posibil spirală, situată în constelația Peștii. A fost descoperită în 6 decembrie 1850 de către Bindon Blood Stoney.